# Antrodia yunnanensis
Antrodia yunnanensis — вид базидіомікотових грибів родини фомітопсисових (Fomitopsidaceae). Описаний у 2020 році.

## Поширення
Ендемік Китаю. Виявлений 6 жовтня 2017 року на живому дереві у природному заповіднику Уляньшань у повіті Цзіндун-Ї провінції Юньнань.

## Опис
Antrodia yunnanensis характеризується однорічними, ресупінативними базидіокарпами від сірувато-блакитної до темно-сірувато-блакитної поверхні пор при висиханні; округлі або гострі пори розміром 2–3 мм, димітна гіфальна система із затиснутими генеративними гіфами, субікулярними гіфами, що несуть дрібні кристали, та циліндричними, тонкостінними, гладкими базидіоспорами розміром 7–9,9 × 2,5–3,1 мкм.